# Modesto Borreguero
Modesto Borreguero Ortega (Madrid, 15 de junio de 1892 - Madrid, 22 de junio de 1969) fue un guitarrero español, discípulo de Manuel Ramírez de Galarreta. Junto con Domingo Esteso López y Santos Hernández Rodríguez, también discípulos de Ramírez, son considerados los pilares de la Escuela de la Guitarra Madrileña.

## Biografía
Nace en Madrid, en Chamberí, en la calle de Bravo Murillo número 21, un 15 de junio de 1892, hijo de José Borreguero natural de Pinto y de Carmen Ortega, madrileña. En 1904, con doce años de edad, ingresa de aprendiz del prestigioso constructor de guitarras Manuel Ramírez de Galarreta y Planell, en el taller que tenía  en el número 10 de la calle de Arlabán de Madrid.
En este taller, Modesto aprende su oficio, llegando a ser uno de los oficiales más valorados por su maestro. Allí conoce a otros dos discípulos: el conquense Domingo Esteso, que abandonaría el taller en 1915 para formar el suyo propio en la calle Gravina, y el madrileño Santos Hernández Rodríguez. 
En 1916 contrae matrimonio con Amalia Marcos San Martín y pasa a vivir en la calle Travesía del Fucar número 28. Del matrimonio nacieron dos hijos: Amalia y Enrique; este último será el primero de sus discípulos, aprendiendo de su padre el oficio. 
El mismo año de su matrimonio fallece Manuel Ramírez de Galarreta; Modesto, casado, con 24 años de edad y el oficio bien aprendido, se plantea crear su propio taller como se puede ver en las etiquetas que mandó imprimir en 1917 en las que aparece como Único Oficial de Manuel Ramírez. No obstante, y a petición de la viuda de Ramírez, todavía trabajaría en el local de su maestro unos años más, colocando en sus trabajos la etiqueta Viuda de Manuel Ramírez y en un extremo un cuño con las iniciales MB para poder distinguirlas de las de su compañero Santos Hernández, que en 1918 formaría su propio taller.
En 1923, Borreguero, ya independizado, se establece, en el número 5 de la calle Duque de Fernán Núñez. En este lugar vive su mejor época como constructor de guitarras. La mayor parte de su producción la envía a Sudamérica, principalmente a Argentina. En sus etiquetas se puede ver Modesto Borreguero, Constructor. Antiguo oficial de Manuel Ramírez.
De él, dice Domingo Prat en 1934: "Notable constructor de guitarras, contemporaneo, radicado en la Capital de España. Borreguero estuvo bajo las órdenes del excelente guitarrero Manuel Ramírez; así lo afirma en sus etiquetas: Antiguo oficial de Manuel Ramírez. En la Actualidad está establecido en Madrid, donde es bien apreciado por su distinguida labor".
La Guerra Civil le sorprende viviendo el la calle Mesón de Paredes 59, bajo, izquierda, donde había colocado su taller un año antes. En octubre de 1936 fallece su esposa. 
Al acabar la contienda continúa su producción especializándose en bandurrias y laudes sin olvidar sus guitarras de concierto que elaboraba con exquisitez. El coleccionista de guitarras Sheldon Urlik, que posee dos guitarras de Borreguero, informa que de sus manos salían las más exquisitas guitarras de concierto y al mismo tiempo otras más comunes, ambas eran necesarias para sobrevivir económicamente. Es en esta etapa, cuando empieza a ganar fama de guitarrero del pueblo madrileño. Sus bandurrias y laudes sonaban en verbenas, pasacalles, rondas y tunas animando los tristes años de posguerra. 

“Y en Madrid, por ser Madrid...
Bandurria de Borreguero
con caja de pera ancha;
si le añades un Laúd
de pulso y púa, rondalla
El Laúd Bajo importante:
de Borreguero es su fama...” (Ismael Peña).

En 1945, sin salirse del castizo barrio madrileño, coloca sus herramientas en la calle Zurita, 27, bajo, izquierda. En esta dirección continuaría hasta 1948.
Al final de la década de los cuarenta, la Organización Nacional de ciegos de España (ONCE) le encarga la construcción de todos los instrumentos de su rondalla: guitarras, laúdes, bandurrias, laudón, bandurria alta y guitarra bajo.
En 1952 se traslada al número 4 de la calle Desengaño, donde fabrica sus instrumentos en exclusiva para la Casa Garrido. Es esa época, dice Garrido, una guitarra de Borreguero se vendía por cinco mil pesetas.
En 1963, viviendo en la calle de la Escuadra número 13 se retira por enfermedad. Fallece, en Madrid, el 22 de junio de 1969.

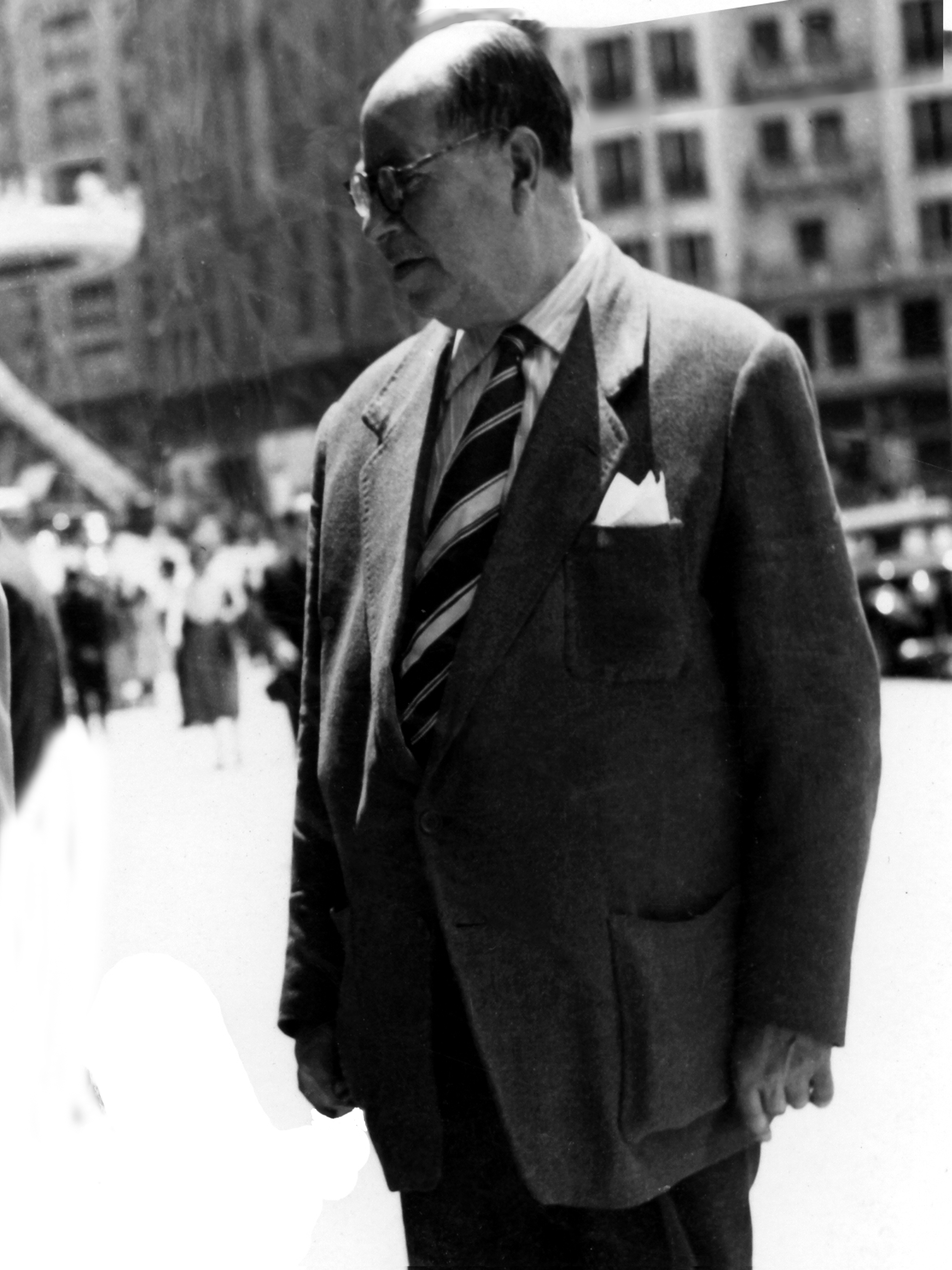
Modesto Borreguero, hacia 1967.

## Guitarras ilustres
El fallecido compositor Narciso Yepes contaba, entre sus guitarras favoritas, con una de Borreguero que utilizó en la grabación del romance de la película Jeux Interdits. Esta guitarra se expuso en 2015 en el museo Torres de la guitarra, de Almería.
Hoy en día las guitarras y bandurrias hechas por Borreguero son difíciles de conseguir y son buscadas por los grandes coleccionistas.

## Escuela de Borreguero
Por su taller pasaron algunos aprendices que recogieron el testigo de su arte y se convirtieron en prestigiosos guitarreros. 

### Años 40
En estos años, dos muchachos que vienen de una fábrica de pianos, Manuel Hernández y Victoriano Aguado, se acercan al maestro para aprender a fabricar sus propias guitarras. Más adelante sus guitarras, firmadas como Hernández y Aguado son usadas, entre otros, por Manuel de Falla.

### Años 50
Vicente Pérez Camacho, prestigioso guitarrero fallecido  en 2015, amigo personal de Borreguero, comenzó a trabajar con él como aprendiz con 24 años.
Félix Manzanero aprende de Modesto Borreguero la técnica del pulido francés, lo que le lleva a entrar en el taller de José Ramírez. En su colección personal de guitarras cuenta con varias de Borreguero, que exhibe en su Tienda-Taller de la calle de Santa Ana, en Madrid.

### Años 60
Su hijo Enrique Borreguero, que había aprendido de joven el oficio con su padre, abre un taller en la calle Mesón de Paredes. En 1971 ingresa en la plantilla de Ramírez y coloca en sus guitarras, al lado de la etiqueta de la Casa, las iniciales EB, siendo sustituidas más tarde por el número 17. En 1984 se jubila. Fallece en el año 2000. 